# Royaume d'Ortaias
Entités précédentes :
- Royaume des Maures et des Romains

Entités suivantes :
- Royaume des Aurès

Le royaume d'Ortaias, également appelé royaume du Hodna est un royaume berbère indépendant ayant existé à l'époque Vandale. 
Son territoire s'étendait du nord du Hodna jusqu'à la limite avec les Aurès à l'est. Au sud, il se limitait par le désert.